# میکرون تکنولوژی
میکرون تکنولوژی (به انگلیسی: Micron Technology) شرکت صنایع نیمه‌رسانای چندملیتی آمریکایی است، که در زمینه تولید گیرنده تصویر، چیپ‌های گرافیک سه‌بعدی رایانه‌ای، سیماس و انواع حافظه رایانه، حافظه فلش، درایو حالت جامد و حافظه دسترسی تصادفی پویا فعالیت می‌نماید.
شرکت میکرون تکنولوژی در سال ۱۹۷۸ توسط وارد پارکینسون، جو پارکینسون، دنیس ویلسون و داگ پیتمن راه‌اندازی شد. دفتر مرکزی این شرکت در شهر بویزی، آیداهو، ایالات متحده آمریکا قرار دارد و بخشی از سهام آن در بازار بورس نزدک معامله می‌شود و جزئی از شاخص نزدک-۱۰۰ به‌شمار می‌آید.